# Дизајнер
Дизајнер је особа која се бави дизајном. Основне специјализације дизајнера су: графички, индустријски, модни, веб и други.
Чести су примери дизајнера који успешно стварају у више области. Други назив за дизајнера је примењени уметник, с обзиром на то да се дизајн у одређеним изворима назива примењеном уметношћу.
У данашњем потрошачком друштву, дизајнери су стекли славу какву су некад имали уметници, те се с правом може говорити о дизајнерским звездама. Најчувенији од њих, попут Филипа Старка, на пример, баве се дизајном разних производа, амбалаже и ентеријера.

## Најпознатији српски дизајнери
|  |  |  |  |  |  |  |  |  |  |  |  |  |  |  |  |  |  |  |  |  |  |  |  |  |  |  |  |  |  |

#### А
- Душан Аранђеловић
- Милош Аризовић

#### Б
- Бранимир Бабић
- Ференц Барат
- Вељко Бикић
- Александар Блатник
- Милош Бобић
- Милош Бојовић
- Иван Болжидар
- Весна Бомбек
- Зоран Бореновић
- Дору Босиок

|  |  |  |  |  |  |  |  |  |  |  |  |  |  |  |  |  |  |  |  |  |  |  |  |  |  |  |  |  |  |

#### В
- Радован Варићак
- Јовица Вељовић
- Радомир Верговић
- Борут Вилд
- Лазар Вујаклија
- Дејан Вукелић
- Радомир Вуковић
- Радован Вучковић
- Миодраг Вартабедијан

#### Г
- Бранко Гаврић
- Станко Гаковић
- Миле Грозданић

#### Д
- Љубомир Дамјановић
- Радоје Дедић
- Александар Дероко
- Јурица Дикић

#### Ђ
- Драгана Ђорђевић
- Урош Ђурић
- Младен Ђуровић

#### Ж
- Ђорђе Живковић

|  |  |  |  |  |  |  |  |  |  |  |  |  |  |  |  |  |  |  |  |  |  |  |  |  |  |  |  |  |  |

#### З
- Герослав Зарић
- Станислав Закић

#### И
- Љубомир Ивановић
- Драган ВЕ Игњатовић
- Ђорђе Илић

#### Ј
- Душан Јанковић
- Слободан Јелесијевић
- Јован Јеловац

#### К
- Никола Кнежевић
- Раде Кнежевић
- Никола Константиновић
- Зоран Костић
- Коста Крсмановић

|  |  |  |  |  |  |  |  |  |  |  |  |  |  |  |  |  |  |  |  |  |  |  |  |  |  |  |  |  |  |

#### Л
- Милена Лазаревић
- Саша Лакић
- Бранко Лукић

#### М
- Милан Ст. Марковић
- Милан Мартиновић
- Никола Масниковић
- Радомир Машић
- Слободан Машић
- Иван Меснер
- Милорад Микић
- Слободан Миладинов
- Миомир Миладиновић
- Ивко Милојевић
- Мирко Милосављевић
- Милан Миодраговић
- Небојша Митрић

#### Н
- Добрило Николић
- Ненад Новаков

|  |  |  |  |  |  |  |  |  |  |  |  |  |  |  |  |  |  |  |  |  |  |  |  |  |  |  |  |  |  |

#### О
- Драгана Огњеновић

#### П
- Љубомир Павићевић Фис
- Драган Павловић
- Александар Пајванчић Алекс
- Видан Папић
- Горан Патлејх
- Владимир Перић Талент
- Душан Петричић
- Горан Поповић

#### Р
- Слободан Радовановић Бата
- Милан Ракић
- Тоде Рапаић
- Ненад Ристић
- Ђорђе Ристић
- Љубомир Ристић Буца

#### С
- Слободан Селенић
- Милан Симић
- Сокол Соколовић
- Владан Срдић
- Милена Средојев
- Радомир Стевић Рас
- Оливера Стојадиновић
- Драгослав Стојановић Сип
- Славимир Стојановић

|  |  |  |  |  |  |  |  |  |  |  |  |  |  |  |  |  |  |  |  |  |  |  |  |  |  |  |  |  |  |

#### Т
- Андреј Тишма
- Вељко Тројанчевић

#### Ћ
- Вукан Ћирић
- Милош Ћирић
- Растко Ћирић

#### Ф
- Стјепан Филеки
- Бранислав Фотић

#### Ц
- Брана Цветковић

#### Ч
- Едуард Чеховин
- Ненад Чонкић

|  |  |  |  |  |  |  |  |  |  |  |  |  |  |  |  |  |  |  |  |  |  |  |  |  |  |  |  |  |  |

#### Ш
- Станислав Шарп
- Бошко Шево
- Љубинко Шошанић
- Група Шкарт
- Миодраг Шуријанац
- Слободан Штетић